# Matematyka (czasopismo)
Matematyka – dwumiesięcznik dla nauczycieli matematyki w szkołach podstawowych (w tym gimnazjach) i ponadgimnazjalnych (do 2002 ponadpodstawowych), wychodzące od roku 1948. W latach 2006–2014 wydawcami pisma były oficyna EduPress oraz Dr Josef Raabe Spółka Wydawnicza W grudniu 2005 pismo zostało przejęte wraz z ośmioma innymi czasopismami edukacyjnymi od Wydawnictw Szkolnych i Pedagogicznych.
Pismo zawiera materiały dydaktyczne i edukacyjne, jak również artykuły przeglądowe, recenzje oraz zbiór zadań.

## Historia
- wrzesień 1948 – ukazał się pierwszy numer „Matematyki”, pismo ukazywało się jako dwumiesięcznik,  pierwszym wydawcą były Państwowe Zakłady Wydawnictw Szkolnych (PZWS)
- styczeń 1974 – w wyniku fuzji PZWS z Państwowymi Wydawnictwami Szkolnictwa Zawodowego (PWSZ) powstały Wydawnictwa Szkolne i Pedagogiczne (WSiP), które zostały wydawcą pisma
- styczeń 2006 – wydawcą został Dr Josef Raabe Spółka Wydawnicza, odtąd czasopismo ukazywało się jako miesięcznik
- listopad 2014 – wydawcą zostało wydawnictwo Forum Media Polska w Poznaniu, pierwszym numerem wydanym nakładem tego wydawcy był numer 10/2014
- styczeń 2015 – odtąd czasopismo ukazuje się ponownie jako dwumiesięcznik